# Felix Steiger
Felix Steiger (* 18. Juli 1980) ist ein Schweizer Segler.

## Leben
Bei der Universiade in İzmir gewannen Steiger die Bronzemedaille. Die grössten Erfolge sind der Gesamtsieg bei der Melbourne International Regatta 2007 und bei der Kieler Woche im darauf folgenden Jahr. Ebenfalls 2008 schaffte er die Qualifikation für die olympischen Segelwettbewerbe 2008 in Qingdao. Dort erreichte er den 23. Platz.
2009 gewann Felix Steiger mit Matias Bühler die Weltcup-Regatta in Hyères. Steiger ist Mitglied im Zürcher Segelclub ZSC.
Palmares von Felix Steiger im Segelsport (470er-Jolle)
| 2014 | Schweizer Meister 2014                                                            |
| 2013 | Schweizer Meister 2013                                                            |
| 2009 | 1. Rang Weltcup Hyères FRA                                                        |
| 2009 | 9. Rang Weltcup Weymouth GBR                                                      |
| 2009 | 11. Rang Gesamtweltcup                                                            |
| 2009 | 15. Rang WM Kopenhagen, DEN                                                       |
| 2008 | 23. Rang Olympische Spiele CHN: olympische Segelwettbewerbe in Qingdao            |
| 2008 | 15. Rang Weltcup Palma de Mallorca, ESP; Swiss Olympic Limite für OS 2008 erfüllt |
| 2008 | 1. Rang Weltcup Kieler Woche GER                                                  |
| 2007 | 1. Rang Weltcup Sail Melbourne, AUS                                               |
| 2006 | 1. Rang Intervela Riva, ITA                                                       |
| 2006 | 1. Rang Deutsche Meisterschaft, GER                                               |
| 2005 | 3. Rang Universiade in Izmir, TUR                                                 |

Felix Steiger lebt in Zürich, hat Bewegungswissenschaften an der ETH studiert und ist Biologie- und Sportlehrer.

## Publikationen
- mit B. Wirth, E. D. de Bruin, A. F.  Mannion: Is a positive clinical outcome after exercise therapy for chronic non-specific low back pain contingent upon a corresponding improvement in the targeted aspect(s) of performance? A systematic review. PMID 22072093.
- mit A. F. Mannion, V. Pittet, J.-P. Vader, H.-J. Becker, F. Porchet, ZASS Group: Development of appropriateness criteria for the surgical treatment of symptomatic lumbar degenerative spondylolisthesis (LDS). In: Eur Spine J. März 2014.
- mit H.-J. Becker, F. Porchet, A. F. Mannion: Surgery in Lumbar Degenerative Spondylolisthesis – Indications, outcomes and complications: A systematic review. In: European Spine Journal. Januar 2014.
- mit F. Porchet, V. Pittet, H.-J. Becker, J.-P. Vader, A. F. Mannion, ZASS Group: Poster for SFCNS Congress on 5–7 June: The appropriateness of surgery for lumbar degenerative spondylolisthesis.
- mit A. F. Mannion, V. Pittet, H.-J. Becker, J.-P. Vader, F. Porchet, ZASS Group: E-Poster for EuroSpine: Development and face validity of criteria for assessing the appropriateness of surgery for lumbar degenerative spondylolisthesis.
- mit F. Porchet, V. Pittet, H.-J. Becker, J.-P. Vader, A. F. Mannion, ZASS Group: E-Poster for EuroSpine: Do “doers” and “referrers” differ in their ratings of the appropriateness of surgery for lumbar degenerative spondylolisthesis?